# Drosophila albonotata
Drosophila albonotata är en tvåvingeart som beskrevs av Johannes Cornelis Hendrik de Meijere 1911. Drosophila albonotata ingår i släktet Drosophila och familjen daggflugor.
Artens utbredningsområde är Java och Nya Guinea.